# MÁV Felépítménykarbantartó és Gépjavító Korlátolt Felelősségű Társaság
A MÁV Felépítménykarbantartó és Gépjavító Korlátolt Felelősségű Társaság (röviden: MÁV FKG Kft.) a magyar vasúti infrastruktúra karbantartásában, felújításában és fejlesztésében kiemelkedő szerepet betöltő vállalat, amely a MÁV Zrt. leányvállalataként működik. A társaság fő tevékenysége a magyarországi vasúti pályák karbantartási, felújítási és egyedi felújítási munkáinak tervezése és végrehajtása, valamint a vasútépítő és karbantartó nagygépek, járművek üzemeltetése, karbantartása és gyártása.
A MÁV FKG Kft. gyökerei több mint 70 évre nyúlnak vissza. Jelenlegi formájában 1994. január 1-jén kezdte meg működését, főként vasútépítő gépek üzemeltetésével és karbantartásával. 2005-től a tevékenységi kör bővült a közforgalmú vasúti pályák karbantartásával és felújításával, amely eleinte Kelet-Magyarországra terjedt ki. 2012-ben a MÁVGÉP Kft. beolvadásával az országos lefedettségű és jelentőségű vállalattá vált, ezzel Magyarország legnagyobb vasútépítő, felújító és karbantartó társasága jött létre.

## Története
Az üzem elődje, a Jászkiséri Gépállomás 1949-ben alakult, kezdetben a helyi termelőszövetkezetek gépesítési feladatainak ellátására. Az 1960-as évekre azonban a gépállomások szerepe csökkent, mivel a termelőszövetkezetek saját gépészeti ágazatokat hoztak létre. Ez új tevékenységi irány keresését tette szükségessé a gépállomás számára.
Pethes Sándor főmérnök kezdeményezésére a vasúttársaság figyelmét sikerült felkelteni. Egy budapesti látogatás során Pethes testvérének, a MÁV Vezérigazgatóság egyik munkatársának közvetítésével derült ki, hogy a MÁV éppen egy ilyen létesítményt keres pályafenntartási gépeihez.
1967 őszén a MÁV vezetői helyszíni szemlét tartottak Jászkiséren, és az üzem adottságait megfelelőnek találták. 1968-tól a MÁV hivatalosan is átvette az üzemet, amely ettől kezdve a vasúti pályafenntartási gépek javítására és üzemeltetésére specializálódott. Az átvételt követően jelentős fejlesztések indultak, amelyek révén az üzem a vasút egyik fontos műszaki központjává vált.
A vasúttársaság általi átvételt követően nagyszabású fejlesztések kezdődtek az üzem területén. Új irodaépületek, orvosi rendelő, vágányhálózat és tolópad épült, valamint jelentős beruházások történtek az üzemcsarnokok fejlesztésében. Az üzem fő profilja a vasúti pályafenntartó gépek javítása és üzemeltetése lett. A létesítményhez egy külön vasúti megállót is létrehoztak, amelyet Jászkisér Felső néven ismertek.
Az üzem dolgozói az ország vasúti hálózatának fenntartásában játszottak kulcsszerepet. A „gépláncosok” – az üzemeltetési osztály munkatársai – gyakran nehéz körülmények között, rendszertelen munkarendben dolgoztak, hogy biztosítsák a pályafenntartó gépek működését. A munkakörülmények ellenére a pozíciók keresettek voltak a kiemelkedő fizetések miatt.
Az 1980-as évek jelentős technológiai előrelépést hoztak az üzemben. Az osztrák Plasser & Theurer vállalattal kötött együttműködés keretében az üzem megszerezte a korszerű pályafenntartó gépek, például a 08 típusú szintező aláverőgép gyártási terveit. A gyártás során számos innováció született, amelyek bizonyították az üzem szakembereinek kiválóságát. Az első osztrák-magyar közös fejlesztésű pályafenntartó gép ünnepélyes átadására Jászkiséren került sor.
1994-ben az üzem új szervezeti formában, MÁV Felépítmény Karbantartó és Gépjavító Kft. néven folytatta tevékenységét, igazodva a piacgazdasági viszonyokhoz. Az évtizedek során az üzem meghatározó szereplővé vált a hazai vasúti infrastruktúra fenntartásában, hozzájárulva a magyar vasúthálózat megbízható működéséhez.